# 李澄霞
李澄霞（622年—690年3月4日），中国唐朝唐高祖李渊第十二女，生母不明。李渊封她为淮南公主。她嫁给了驸马封言道，封言道是唐朝开国宰相封德彝的儿子。